# In Dream
In Dream (с англ. — «Во сне. В мечте») — пятый студийный альбом британской группы Editors, представленный 2 октября 2015 года. Продюсером альбома выступила сама группа; пластинка была издана на лейбле PIAS Recordings.
Альбом достиг позиции номер один в Бельгии и Голландии (а также получил в этих странах золотую сертификацию) и был пятым в британском чарте UK Albums Chart.

## История
15 июля 2015 года группа объявила о выходе альбома через Facebook и заявила: «Наш последний альбом был звуком того, как мы учимся ходить заново, с новыми ногами! In Dream, наш первый альбом собственного производства, — это наше погружение в компьютер, настоящая студийная запись, сделанная в одиночку пятью из нас». По словам Тома Смита, в основе альбома лежит вера в то, что «музыка может быть одновременно поп- и экспериментальной».
«Это похоже на развитие нашей третьей пластинки. Она была очень электронной, но мне кажется, что последняя пластинка должна была быть гитарной, чтобы доказать себе, что мы можем быть группой», — говорит Смит. «Для нас интересно, если в ней есть тьма. Что бы это ни было. Что касается лирики, то если бы я пел о танцполах, о более счастливых или радужных вещах, это не было бы для меня правдой. Я не думаю, что нужно быть грустным, чтобы написать грустную песню, у каждого есть тёмная сторона».
In Dream — второй альбом, на котором представлен новый состав группы: Джастин Локки и Эллиот Уильямс вместе с основателями Томом Смитом, Расселом Личем и Эдом Лэем. Альбом был записан в Крире на Западном нагорье Шотландии и смикширован в Лондоне Аланом Моулдером. Альбом стал первой пластинкой Editors с привлечением других исполнителей: группа наняла Рейчел Госвелл из Slowdive для исполнения вокальных партий в песнях «Ocean of Night», «The Law» и «Oh My World».

## Отзывы
| Совокупная оценка    | Совокупная оценка |
| Источник             | Оценка            |
| -------------------- | ----------------- |
| Metacritic           | 66/100            |
| Оценки критиков      |                   |
| Источник             | Оценка            |
| AllMusic             | [ 8 ]             |
| Drowned in Sound     | (7/10)            |
| Mojo                 | [ 7 ]             |
| Music News           | [ 10 ]            |
| musicOMH             | [ 11 ]            |
| Q                    | [ 7 ]             |
| Sputnikmusic         | 2.9/5             |
| The Line of Best Fit | (7/10)            |
| Uncut                | [ 7 ]             |
| Under the Radar      | (7.5/10)          |

In Dream получил в основном положительные отзывы, набрав на Metacritic 66 баллов на основе 11 рецензий. Мэтт Коллар из AllMusic поставил альбому 4 из 5 звёзд, сказав, что «спустя пять альбомов после начала своей карьеры британские пост-панк звезды The Editors глубоко копнули, чтобы создать сплочённый набор сложных, нюансированных песен, полных с трудом завоёванной зрелости, которые все ещё сохраняют всю интенсивную эмоциональность своего дебюта». Грэм Марш из musicOMH также поставил альбому 4 из 5 звёзд и сказал, что «в альбоме есть что любить — от навязчивой атмосферы до пропитанной 80-ми электроники». Under the Radar назвал альбом «мрачновато-отретушированным, оружейным сюрпризом» и дал ему оценку 7,5/10. Эндрю Тренделл из Gigwise описал альбом как «запись, которая не только высокоразвита, но и столь же богата, сколь и заразительна — наполнена жизнью, цветом, поэзией и идеями. Это та работа в жанре сложного поп-музыки, которая заслуживает того, чтобы быть включённой в один ряд с такими группами, как Depeche Mode и Radiohead».Mojo оценил альбом в 8/10, сказав, что «основная часть In Dream намного мрачнее, но не менее манящая». Ли Адкок из Drowned in Sound поставил альбому оценку 7/10 и сказал, что, «несмотря на вежливые изыски, большие толпы и абстрактные идеалы In Dream, Editors все ещё держатся за чувство собственного достоинства, которое пульсирует сильнее, чем когда-либо». Uncut дал смешанную рецензию, назвав альбом «Тяжёлой и не обязательно полезной работой». Q также дал альбому смешанную рецензию, назвав его 2 из 5 звёзд.

## Список композиций
Все песни написаны и сочинены Томом Смитом, Расселом Личем, Эдвардом Лэем, Джастином Локки и Эллиотом Уильямсом. В песнях «Ocean of Night», «The Law», «At All Cost» и «Oh My World» дополнительно звучит вокал Рейчел Госвелл.
| №   | Название          | Длительность |
| --- | ----------------- | ------------ |
| 1.  | «No Harm»         | 5:06         |
| 2.  | «Ocean of Night»  | 5:05         |
| 3.  | «Forgiveness»     | 3:44         |
| 4.  | «Salvation»       | 5:02         |
| 5.  | «Life Is a Fear»  | 4:24         |
| 6.  | «The Law»         | 4:51         |
| 7.  | «Our Love»        | 5:18         |
| 8.  | «All the Kings»   | 4:53         |
| 9.  | «At All Cost»     | 4:54         |
| 10. | «Marching Orders» | 7:45         |

| №   | Название                      | Длительность |
| --- | ----------------------------- | ------------ |
| 11. | «Alternative: Forgiveness»    | 5:17         |
| 12. | «Alternative: No Harm»        | 3:39         |
| 13. | «Oh My World»                 | 4:24         |
| 14. | «Alternative: Our Love»       | 3:38         |
| 15. | «Alternative: Life Is a Fear» | 5:03         |
| 16. | «Harm»                        | 2:24         |

| №   | Название                                 | Длительность |
| --- | ---------------------------------------- | ------------ |
| 11. | «Marching Orders» (Michael Price Rework) | 5:37         |
| 12. | «Alternative: Oh My World»               | 3:29         |

## Позиции в чартах
| Чарт (2015)                            | Высшая позиция |
| -------------------------------------- | -------------- |
| Австрия (Ö3 Austria)                   | 15             |
| Бельгия/Фландрия (Ultratop)            | 1              |
| Бельгия/Валлония (Ultratop)            | 5              |
| Нидерланды (Album Top 100)             | 1              |
| Франция (SNEP)                         | 47             |
| Германия (Offizielle Top 100)          | 11             |
| Ирландия (IRMA)                        | 14             |
| Италия (Classifica album)              | 11             |
| Португалия (AFP)                       | 25             |
| Швейцария (Schweizer Hitparade)        | 7              |
| Великобритания (UK Albums Chart)       | 5              |
| США (Billboard Top Heatseekers Albums) | 9              |

## Сертификации
| Регион | Сертификация | Продажи |
| --- | ------------ | ------- |
| Бельгия (BEA) | Золотой      | 15 000* |
| Нидерланды (NVPI) | Золотой      | 20 000  |
| * Данные о продажах приведены только на основе сертификации. · Данные о продажах + прослушиваниях приведены только на основе сертификации. |              |         |